# Perl/TK
Perl/Tk es un conjunto de módulos de programación y código para crear programas con interfaz gráfica de usuario. Está basado en el lenguaje de script Perl y en la herramienta Tk, la cual es una herramienta GUI (del inglés Graphical User Interface o interfaz gráfica de usuario). Tk fue diseñada inicialmente como una extensión de Tcl (Tool Command Language) para facilitar la creación de interfaces gráficas de usuario. Desde que fue creado ha sido portado a muchos lenguajes diferentes.